# Такуари
Такуари (порт. Taquari) — муниципалитет в Бразилии, входит в штат Риу-Гранди-ду-Сул. Составная часть мезорегиона Восточно-центральная часть штата Риу-Гранди-ду-Сул. Входит в экономико-статистический микрорегион Лажеаду-Эстрела. Население составляет 28 637 человек на 2006 год. Занимает площадь 407 км². Плотность населения — 81,8 чел./км².
Праздник города — 4 июля.

## История
Город основан 4 июля 1849 года.

## Статистика
- Валовой внутренний продукт на 2003 составляет 345 651 943,00 реалов (данные: Бразильский институт географии и статистики).
- Валовой внутренний продукт на душу населения на 2003 составляет 12 627,02 реалов (данные: Бразильский институт географии и статистики).
- Индекс развития человеческого потенциала на 2000 составляет 0,794 (данные: Программа развития ООН).

## География
Климат местности: субтропический. В соответствии с классификацией Кёппена, климат относится к категории Cwa.